# Maryann Richardson
Maryann Richardson (25 de septiembre de 1960) es una deportista británica que compitió en tiro con arco, en la modalidad de arco compuesto.
Ganó tres medallas en el Campeonato Europeo de Tiro con Arco al Aire Libre, en los años 1998 y 2000, y dos medallas en el Campeonato Europeo de Tiro con Arco en Sala, en los años 1998 y 2000.

## Palmarés internacional
| Campeonato Europeo al Aire Libre | Campeonato Europeo al Aire Libre | Campeonato Europeo al Aire Libre | Campeonato Europeo al Aire Libre |
| Año                              | Lugar                            | Medalla                          | Prueba                           |
| -------------------------------- | -------------------------------- | -------------------------------- | -------------------------------- |
| 1998                             | Boé/Agen (Francia)               | Medalla de plata                 | Equipo                           |
| 1998                             | Boé/Agen (Francia)               | Medalla de bronce                | Individual                       |
| 2000                             | Antalya (Turquía)                | Medalla de bronce                | Equipo                           |
| Campeonato Europeo en Sala       |                                  |                                  |                                  |
| Año                              | Lugar                            | Medalla                          | Prueba                           |
| 1998                             | Oldenburgo (Alemania)            | Medalla de plata                 | Equipo                           |
| 2000                             | Spała (Polonia)                  | Medalla de bronce                | Individual                       |